# Michael Kinane

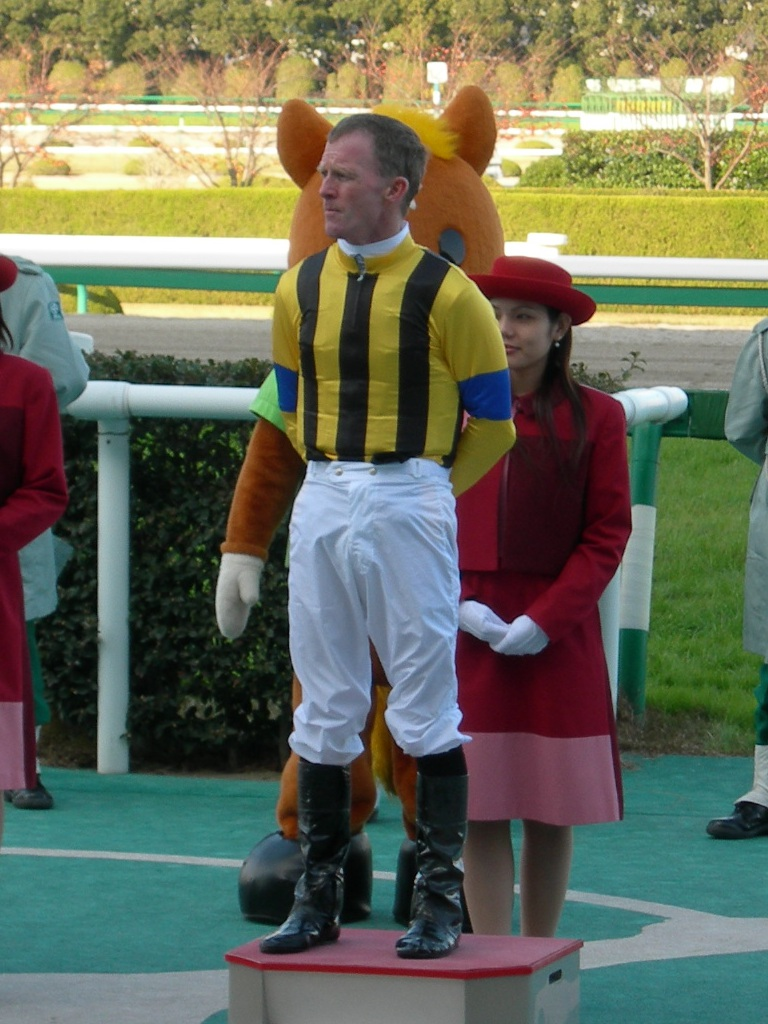
Michael Kinane sur l'hippodrome de Hanshin au Japon, en 2005

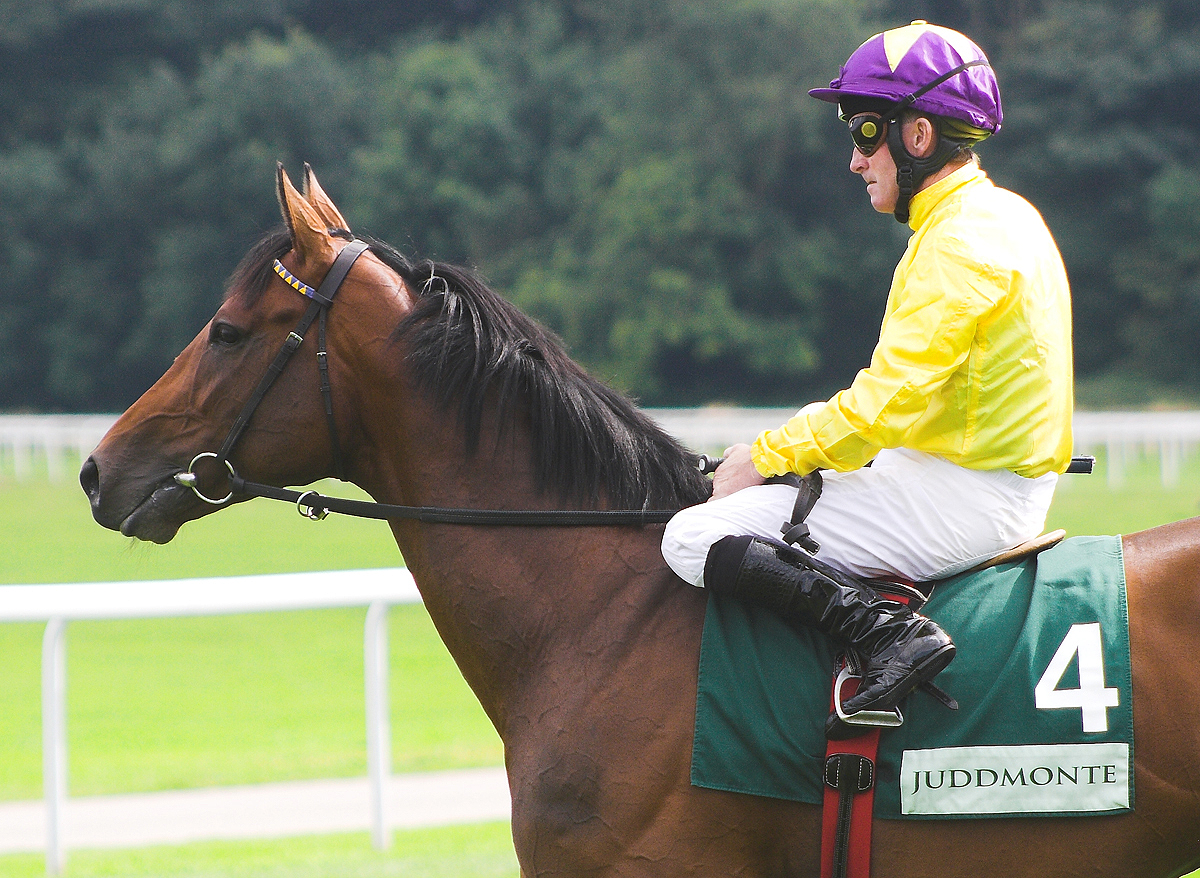
Michael Kinane en selle sur Sea The Stars à York en 2009

Michael J. Kinane (né à Killenaule, dans le comté de Tipperary, le 22 juin 1959) est un jockey irlandais. Sa longue carrière et son palmarès exceptionnel font de lui l'un des jockeys les plus célèbres et les plus appréciés de l'ère moderne.

## Biographie
Fils de Tommy Kinane, qui fut l'un des meilleurs jockeys d'obstacle de son époque, il commença sa carrière chez Dermot Weld, avant de devenir le partenaire de l'écurie Coolmore, sous les ordres d'Aidan O'Brien. Il monte également souvent pour l'Aga Khan et l'entraîneur John Oxx. Associé à de grands champions tels que Sea The Stars, Rock of Gibraltar, Montjeu, Giant's Causeway, Pilsudski ou High Chaparral, il a remporté trois Prix de l'Arc de Triomphe, trois Derby d'Epsom, quasiment tous les grands classiques européens, et de nombreuses grandes épreuves sur toute la planète, telles que la Melbourne Cup ou encore, aux États-Unis, les Belmont Stakes et trois épreuves de la Breeders' Cup. Il a été treize fois cravache d'or en Irlande. Il est également l'éleveur d'Authorized, vainqueur du Derby d'Epsom en 2007. Fin 2009, année où il aura accompagné Sea The Stars, son meilleur partenaire, il décide de mettre un terme à sa carrière.

## Palmarès sélectif
Royaume-Uni
- Derby d'Epsom – 3 – Commander in Chief (1993), Galileo (2001), Sea The Stars (2009)
- 2000 Guinées – 4 – Tirol (1990), Entrepreneur (1997), King of Kings (1998), Sea The Stars (2009)
- Oaks – 2 – Shahtoush (1998), Imagine (2001)
- St. Leger Stakes – 1 – Milan (2001)
- King George VI and Queen Elizabeth Diamond Stakes – 5 – Belmez (1990), King's Theatre (1994), Montjeu (2000), Galileo (2001), Azamour (2005)
- Ascot Gold Cup – 3 – Classic Cliche (1996), Kayf Tara (2000), Yeats (2007)
- St. James's Palace Stakes – 6 – Dara Monarch (1982), Brief Truce (1992), Grand Lodge (1994), Giant's Causeway (2000), Rock of Gibraltar (2002), Azamour (2004)
- Champion Stakes – 1 – Pilsudski (1997)
- Cheveley Park Stakes – 2 – Blue Duster (1995), Donna Blini (2005)
- Coronation Cup – 1 – Scorpion (2007)
- Coronation Stakes – 2 – Kissing Cousin (1994), Sophisticat (2002)
- Dewhurst Stakes – 1 – Rock of Gibraltar (2001)
- Eclipse Stakes – 4 – Opera House (1993), Pilsudski (1997), Hawk Wing (2002), Sea The Stars (2009)
- Falmouth Stakes – 1 – Sensation (1996)
- Fillies' Mile – 2 – Reams of Verse (1996), Sunspangled (1998)
- Diamond Jubilee Stakes – 2 – Big Shuffle (1987), Cape of Good Hope (2005)
- International Stakes – 3 – Giant's Causeway (2000), Electrocutionist (2005), Sea The Stars (2009)
- July Cup – 2 – Stravinsky (1999), Mozart (2001)
- Lockinge Stakes – 1 – Hawk Wing (2003)
- Middle Park Stakes – 2 – Minardi (2000), Johannesburg (2001)
- Nunthorpe Stakes – 2 – Stravinsky (1999), Mozart (2001)
- Prince of Wales's Stakes – 2 – Lear Spear (1999), Azamour (2005)
- Queen Anne Stakes – 3 – Alflora (1993), Barathea (1994), Charnwood Forest (1996)
- Queen Elizabeth II Stakes – 1 – George Washington (2006)
- Racing Post Trophy – 1 – Saratoga Springs (1997)
- Sussex Stakes – 4 – Among Men (1998), Giant's Causeway (2000), Rock of Gibraltar (2002), Proclamation (2005)
- Yorkshire Oaks – 1 – Alexandrova (2006)

 Irlande
- Irish Derby – 2 – Galileo (2001), High Chaparral (2002)
- Irish Oaks – 2 – Alydaress (1989), Dance Design (1996)
- 2.000 Guinées Irlandaises – 3 – Dara Monarch (1982), Flash of Steel (1986), Rock of Gibraltar (2002)
- 1.000 Guinées Irlandaises – 3 – Trusted Partner (1988), Yesterday (2003), Saoire (2005)
- Irish St Leger – 4 – Vintage Crop (1993, 1994), Kastoria (2006), Alandi (2009)
- Irish Champion Stakes – 7 – Carroll House (1989), Cezanne (1994), Pilsudski (1997), Giant's Causeway (2000), High Chaparral (2003), Azamour (2004), Sea The Stars (2009)
- Matron Stakes – 2 – Eternal Reve (1994), Clerio (1997)
- Moyglare Stud Stakes – 3 – Flutter Away (1987), Quarter Moon (2001), Necklace (2003)
- National Stakes – 4 – Definite Article (1994), Mus-If (1998), Hawk Wing (2001), One Cool Cat (2003)
- Phoenix Stakes – 5 – King Persian (1983), Fasliyev (1999), Minardi (2000), Johannesburg (2001), One Cool Cat (2003)
- Pretty Polly Stakes – 3 – Market Booster (1992), Dance Design (1996, 1997)
- Tattersalls Gold Cup – 6 – Cockney Lass (1987), Prince of Andros (1995), Definite Article (1996), Dance Design (1997), Montjeu (2000), Black Sam Bellamy (2003)

 France
- Prix de l'Arc de Triomphe – 3 – Carroll House (1989), Montjeu (1999), Sea The Stars (2009)
- Poule d'Essai des Poulains – 1 – Landseer (2002)
- Poule d'Essai des Pouliches – 1 – Rose Gypsy (2001)
- Prix de l'Abbaye de Longchamp – 1 – Committed (1985)
- Critérium de Saint-Cloud – 1 – Alberto Giacometti (2002)
- Prix du Cadran – 1 – Alandi (2009)
- Prix de la Forêt – 1 – Somnus (2004)
- Prix Jean-Luc Lagardère – 3 – Second Empire (1997), Ciro (1999), Rock of Gibraltar (2001)
- Prix Lupin – 1 – Ciro (2000)
- Prix Maurice de Gheest – 1 – Pursuit of Love (1992)
- Prix Morny – 3 – Orpen (1998), Fasliyev (1999), Johannesburg (2001)
- Prix du Moulin de Longchamp – 1 – Rock of Gibraltar (2002)
- Prix de la Salamandre – 1 – Giant's Causeway (1999)
- Prix Vermeille – 1 – Volvoreta (2000)

 États-Unis
- Belmont Stakes – 1 – Go And Go (1990)
- Breeders' Cup Juvenile – 1 – Johannesburg (2001)
- Breeders' Cup Turf – 2 – High Chaparral (2002, 2003)
- Secretariat Stakes – 1 – Ciro (2000)

 Allemagne
- Aral-Pokal – 3 – Tel Quel (1992), Monsun (1993), Luso (1996)
- Bayerisches Zuchtrennen – 1 – Market Booster (1993)

 Hong Kong
- Champions Mile – 1 – Able One (2007)
- Hong Kong Bowl – 2 – Additional Risk (1991), Winning Partners (1993)
- Hong Kong Champions & Chater Cup – 2 – Viva Pataca (2006, 2007)
- Hong Kong Cup – 1 – Precision (2002)
- Hong Kong Derby – 2 – Sound Print (1992), Che Sara Sara (1996)
- Hong Kong Gold Cup – 1 – Idol (2001)
- Hong Kong Vase – 1 – Luso (1997)
- Stewards' Cup – 1 – Sound Print (1992)
- Queen Elizabeth II Cup – 3 – Deerfield (1994), Red Bishop (1995), Viva Pataca (2007)

 Italie
- Derby Italien – 2 – In a Tiff (1992), Luso (1995)
- Gran Criterium – 2 – Sholokhov (2001), Spartacus (2002)
- Gran Premio del Jockey Club – 1 – Black Sam Bellamy (2002)
- Premio Parioli – 2 – Again Tomorrow (1985), Gay Burslem (1988)
- Premio Roma – 1 – Welsh Guide (1988)

 Australie
- Melbourne Cup – 1 – Vintage Crop (1993)

 Canada
- Canadian International Stakes – 1 – Ballingarry (2002)

 Japon
- Japan Cup – 1 – Pilsudski (1997)
- Hanshin Juvenile Fillies – 1 – Yamakatsu Suzuran (1999)

 Slovaquie
- Derby Slovaque – 1 – Temirkanov (1998)